# Nati nel 1964/Luglio
| Questa pagina contiene informazioni ricavate automaticamente dalle voci biografiche con l'ausilio del template Bio e di un bot. L'aggiornamento è periodico e automatico e ricostruisce completamente la pagina. Se manca una persona in questa lista, sei pregato di non aggiungerla, ma accertati piuttosto che la sua voce biografica contenga il template Bio e che i dati anagrafici siano correttamente compilati. Se il template Bio manca, inseriscilo tu stesso o, in alternativa, metti l'avviso {{tmp\|Bio}} che ne segnala la mancanza. Se i dati riportati sono sbagliati, correggi direttamente la voce biografica; le modifiche saranno visibili in questa lista entro pochi giorni. Per chiarimenti vedi il progetto biografie. La lista contiene solo le 330 persone che sono citate nell'enciclopedia e per le quali è stato implementato correttamente il template Bio. Pagina aggiornata al 2 ago 2025. |

- 1º luglio - Guillermo Martín Abanto Guzmán, vescovo cattolico peruviano
- 1º luglio - Alberto Bilà, giornalista e conduttore televisivo italiano
- 1º luglio - Dan Bishop, politico statunitense
- 1º luglio - Peter Cattaneo, regista e sceneggiatore britannico
- 1º luglio - Cristina Cifuentes, politica e avvocato spagnola
- 1º luglio - Romeu Filemón, allenatore di calcio angolano
- 1º luglio - Pedro Franco, ex giocatore di calcio a 5 paraguaiano
- 1º luglio - Dante Lam, regista, sceneggiatore e attore hongkonghese
- 1º luglio - Bernard Laporte, ex rugbista a 15, allenatore di rugby a 15 e politico francese
- 1º luglio - Augusto Paolo Lojudice, cardinale e arcivescovo cattolico italiano
- 1º luglio - Michael George McGovern, arcivescovo cattolico statunitense
- 1º luglio - Loli Sánchez, ex cestista spagnola
- 1º luglio - Chie Satō, doppiatrice giapponese
- 1º luglio - Misty Thomas, ex cestista canadese
- 1º luglio - Franz Wohlfahrt, ex calciatore austriaco
- 1º luglio - Yu Long, musicista e direttore d'orchestra cinese
- 2 luglio - Anthony Bell, ex giocatore di football americano statunitense
- 2 luglio - Oumar Ben Salah, ex calciatore ivoriano
- 2 luglio - José Canseco, ex giocatore di baseball cubano
- 2 luglio - Mino Cavallo, chitarrista e compositore italiano
- 2 luglio - Maurice Martin, ex cestista statunitense
- 2 luglio - Steve Mitchell, ex cestista statunitense
- 2 luglio - Andre Moore, ex cestista statunitense
- 2 luglio - Charles Robinson, statunitense
- 2 luglio - Éric Srecki, ex schermidore francese
- 2 luglio - Zdravko Stoičkov, ex sollevatore bulgaro
- 2 luglio - Alan Tait, rugbista a 13, rugbista a 15 e allenatore di rugby a 15 britannico
- 2 luglio - Dimo Tonev, ex pallavolista bulgaro
- 3 luglio - Louis Clark, ex giocatore di football americano e dirigente sportivo statunitense
- 3 luglio - Tom Curren, surfista statunitense
- 3 luglio - Jamal Daibes, vescovo cattolico giordano
- 3 luglio - Barbara Gerken, ex tennista statunitense
- 3 luglio - Joanne Harris, scrittrice britannica
- 3 luglio - Husein Kavazović, imam bosniaco
- 3 luglio - Peyton Reed, regista statunitense
- 3 luglio - Jack Victory, statunitense
- 3 luglio - Aleksej Serebrjakov, attore russo
- 3 luglio - Yeardley Smith, attrice e doppiatrice statunitense
- 4 luglio - Rachel Ashley, ex attrice pornografica statunitense
- 4 luglio - Onofrio Barone, allenatore di calcio e ex calciatore italiano
- 4 luglio - Paolo Bianchi, scrittore, giornalista e traduttore italiano
- 4 luglio - Francesco Carofiglio, scrittore, architetto e artista italiano
- 4 luglio - Maurizio Codispoti, allenatore di calcio e ex calciatore italiano
- 4 luglio - Yohanes Harun Yuwono, arcivescovo cattolico indonesiano
- 4 luglio - Dīmītrīs Kleanthous, ex calciatore cipriota
- 4 luglio - Jeff Mayweather, ex pugile statunitense
- 4 luglio - Birgit Meineke, ex nuotatrice tedesca orientale
- 4 luglio - Edi Rama, politico, ex cestista e docente albanese
- 4 luglio - Elie Saab, stilista libanese
- 4 luglio - Mark Slaughter, cantante statunitense
- 4 luglio - John Vecchiarelli, ex hockeista su ghiaccio canadese
- 5 luglio - Jillian Armenante, attrice, regista e sceneggiatrice statunitense
- 5 luglio - Uxue Barkos, politica spagnola
- 5 luglio - Leri Chabelov, ex lottatore, dirigente sportivo e politico georgiano
- 5 luglio - Filip De Wilde, ex calciatore belga
- 5 luglio - Luca Fanfoni, violinista italiano
- 5 luglio - Valerij Medvedcev, ex biatleta sovietico
- 5 luglio - Ronald D. Moore, sceneggiatore, produttore televisivo e regista statunitense
- 5 luglio - Neusa Maria Ribeiro, ex cestista brasiliana
- 5 luglio - Piotr Nowak, allenatore di calcio e ex calciatore polacco
- 5 luglio - Jerry Sags, ex wrestler statunitense
- 5 luglio - Mikael Spreitz, attore e karateka svedese
- 5 luglio - Francesco Tomatis, filosofo italiano
- 6 luglio - Christopher Ashley, regista teatrale e direttore artistico statunitense
- 6 luglio - Bernardo Bonezzi, compositore spagnolo († 2012)
- 6 luglio - Markus Böttcher, attore tedesco
- 6 luglio - Cristina D'Avena, cantante, attrice e conduttrice televisiva italiana
- 6 luglio - Kim Ji-woon, regista, sceneggiatore e produttore cinematografico sudcoreano
- 6 luglio - Lillie Leatherwood, ex velocista statunitense
- 6 luglio - John Ottman, compositore, montatore e regista statunitense
- 6 luglio - Kelly Stouffer, ex giocatore di football americano statunitense
- 6 luglio - Giglio Tomasi, ex sciatore alpino italiano
- 6 luglio - Yang Young-ja, ex tennistavolista sudcoreana
- 6 luglio - Béatrice von Siebenthal, allenatrice di calcio e ex calciatrice svizzera
- 7 luglio - Paolo Bertini, ex arbitro di calcio italiano
- 7 luglio - Damir Burić, allenatore di calcio e ex calciatore croato
- 7 luglio - Kōsuke Fujishima, fumettista e character designer giapponese
- 7 luglio - Bončo Genčev, ex calciatore bulgaro
- 7 luglio - Éric Girard, allenatore di pallacanestro e ex cestista francese
- 7 luglio - Atsushi Maekawa, sceneggiatore giapponese
- 7 luglio - Michiko Takahashi, ex cestista giapponese
- 7 luglio - Theo Travis, flautista, sassofonista e clarinettista britannico
- 7 luglio - Shin'ichi Tsutsumi, attore giapponese
- 8 luglio - Durrent Brown, ex calciatore giamaicano
- 8 luglio - Chiu Chun Ming, ex calciatore e ex giocatore di calcio a 5 hongkonghese
- 8 luglio - Aleksej Gusarov, ex hockeista su ghiaccio e allenatore di hockey su ghiaccio russo
- 8 luglio - Colin Johnson, allenatore di calcio e ex calciatore anguillano
- 8 luglio - Suet Lam, attore cinese
- 8 luglio - Davide Lo Verde, attore italiano
- 8 luglio - Jérôme Rivière, politico e avvocato francese
- 8 luglio - Grazia Verasani, scrittrice e cantautrice italiana
- 9 luglio - Herbert Blunt, ex cestista statunitense
- 9 luglio - Roberto Carmenati, allenatore di pallacanestro e dirigente sportivo italiano
- 9 luglio - Moreno Cedroni, cuoco italiano
- 9 luglio - Ron Grandison, ex cestista statunitense
- 9 luglio - Courtney Love, cantautrice e attrice statunitense
- 9 luglio - Kazumi Kawai, attrice e cantante giapponese († 1997)
- 9 luglio - Oliga Macovchina, ex cestista moldava
- 9 luglio - Rainer Matsutani, regista, sceneggiatore e attore tedesco
- 9 luglio - Miyeegombyn Enkhbold, politico mongolo
- 9 luglio - Ralf Risse, ex cestista tedesco
- 9 luglio - Mietek Szcześniak, cantante polacco
- 9 luglio - Gianluca Vialli, calciatore, allenatore di calcio e dirigente sportivo italiano († 2023)
- 9 luglio - Gerald Lee Vincke, vescovo cattolico statunitense
- 10 luglio - Lesley Beck, ex sciatrice alpina britannica
- 10 luglio - Eloy Olaya, ex calciatore spagnolo
- 10 luglio - Eric Everard, imprenditore belga
- 10 luglio - Sofiane Khabir, ex calciatore tunisino
- 10 luglio - Jana Kulhavá, ex biatleta ceca
- 10 luglio - Martin Laurendeau, ex tennista e allenatore di tennis canadese
- 10 luglio - Elisabetta Maschio, direttrice d'orchestra italiana
- 10 luglio - Urban Meyer, ex giocatore di football americano e allenatore di football americano statunitense
- 10 luglio - Yuka Murayama, scrittrice giapponese
- 10 luglio - Wilfried Peeters, dirigente sportivo e ex ciclista su strada belga
- 10 luglio - Jon Root, ex pallavolista e ex giocatore di beach volley statunitense
- 10 luglio - Dalton Vigh, attore brasiliano
- 11 luglio - Fabio Cappelli, giornalista italiano
- 11 luglio - Laura Cayouette, attrice, scrittrice e produttrice cinematografica statunitense
- 11 luglio - Bruno Dreossi, ex canoista italiano
- 11 luglio - Ingrid Haringa, ex pistard e ex pattinatrice di velocità su ghiaccio olandese
- 11 luglio - Kiril di Bulgaria, principe bulgaro
- 11 luglio - Greg Mottola, regista e sceneggiatore statunitense
- 11 luglio - Fabio Pagliara, ex pallavolista e dirigente sportivo italiano
- 12 luglio - Leah Bracknell, attrice britannica († 2019)
- 12 luglio - Gill Burns, rugbista a 15, dirigente sportivo e insegnante britannico
- 12 luglio - Gian Carlo Di Martino, politico venezuelano
- 12 luglio - Judi Evans, attrice statunitense
- 12 luglio - Tim Gane, chitarrista britannico
- 12 luglio - Tetsuji Hashiratani, allenatore di calcio e ex calciatore giapponese
- 12 luglio - Beat Jans, politico svizzero
- 12 luglio - Marpessa Hennink, modella olandese
- 12 luglio - Beáta Meskó, ex cestista ungherese
- 12 luglio - Valentin Popa, politico rumeno
- 12 luglio - Gaby Roslin, conduttrice televisiva e attrice inglese
- 13 luglio - Shinji Aoyama, regista, sceneggiatore e montatore giapponese († 2022)
- 13 luglio - Leanne Benjamin, ballerina australiana
- 13 luglio - Pascal Hervé, ciclista su strada francese († 2024)
- 13 luglio - Michael Jackson, ex cestista statunitense
- 13 luglio - Damon Johnson, chitarrista e compositore statunitense
- 13 luglio - Frans Maas, ex lunghista olandese
- 13 luglio - R. J. Palacio, scrittrice, illustratrice e grafico statunitense
- 13 luglio - Debora Patta, giornalista, produttrice televisiva e conduttrice radiofonica sudafricana
- 13 luglio - Francisco Rizzi, ex calciatore venezuelano
- 13 luglio - Maria di Romania, principessa romena
- 13 luglio - Hans Rosenfeldt, sceneggiatore e attore svedese
- 13 luglio - Kujtim Shala, allenatore di calcio e calciatore croato
- 14 luglio - Marcelino Bolívar, ex pugile venezuelano
- 14 luglio - Massimo De Ambrosis, doppiatore, dialoghista e direttore del doppiaggio italiano
- 14 luglio - Jane Espenson, produttrice televisiva e sceneggiatrice statunitense
- 14 luglio - Lisa Ingram, ex cestista statunitense
- 14 luglio - Alberto Nigra, politico italiano
- 14 luglio - Mathias Ntawulikura, ex mezzofondista e maratoneta ruandese
- 14 luglio - Franck Pons, ex sciatore alpino francese
- 14 luglio - Imiri Sakabashira, fumettista e pittore giapponese
- 14 luglio - Daniela Simonetti, giornalista e saggista italiana
- 14 luglio - Heike Singer, ex canoista tedesca
- 15 luglio - Diego Basso, direttore d'orchestra italiano
- 15 luglio - The Boogeyman, wrestler statunitense
- 15 luglio - John Brzenk, sportivo statunitense
- 15 luglio - Franco Dal Mas, politico italiano
- 15 luglio - Alain Guiraudie, regista, sceneggiatore e scrittore francese
- 15 luglio - Galyn Görg, attrice, showgirl e cantante statunitense († 2020)
- 15 luglio - Shari Headley, attrice e ex modella statunitense
- 15 luglio - Kenji Komata, ex calciatore giapponese
- 15 luglio - Vladimir Soria, ex calciatore boliviano
- 15 luglio - Zhang Xiaowen, ex calciatore cinese
- 16 luglio - Ašot Anastasyan, scacchista armeno († 2016)
- 16 luglio - Nino Burjanadze, politica georgiana
- 16 luglio - Fabrizio Consoli, musicista e cantautore italiano
- 16 luglio - Phil Hellmuth, giocatore di poker statunitense
- 16 luglio - Miguel Indurain, ex ciclista su strada spagnolo
- 16 luglio - Esther Kwan, attrice cinese
- 16 luglio - Kevin Levrone, culturista statunitense
- 16 luglio - Melanie Marquez, modella e attrice filippina
- 16 luglio - Ricky Wilson, ex cestista statunitense
- 17 luglio - Andy Abraham, cantante britannico
- 17 luglio - Brandy Alexandre, ex attrice pornografica statunitense
- 17 luglio - Milorad Bilbija, ex calciatore bosniaco
- 17 luglio - Roger Franzén, allenatore di calcio e ex calciatore svedese
- 17 luglio - Earl Jones, ex mezzofondista statunitense
- 17 luglio - Hajime Kanzaka, scrittore giapponese
- 17 luglio - Zsuzsanna Kranjecz, ex cestista ungherese
- 17 luglio - Heather Langenkamp, attrice statunitense
- 17 luglio - Craig Morgan, cantante statunitense
- 17 luglio - Barry Word, ex giocatore di football americano statunitense
- 18 luglio - Alessandro Bollati, ex rugbista a 15 e allenatore di rugby a 15 italiano
- 18 luglio - Giuseppe Casti, politico italiano
- 18 luglio - Luigi Di Fiore, attore italiano
- 18 luglio - Oliviero Di Stefano, allenatore di calcio e ex calciatore italiano
- 18 luglio - Federico Justiniano, ex calciatore boliviano
- 18 luglio - Roberto Paci, ex calciatore italiano
- 18 luglio - Rocco Steele, attore pornografico e regista statunitense
- 18 luglio - Evan Stone, attore pornografico e regista statunitense
- 18 luglio - Wendy Williams, conduttrice televisiva, conduttrice radiofonica e imprenditrice statunitense
- 19 luglio - Jacky Avril, ex canoista francese
- 19 luglio - Peter Dobson, attore statunitense
- 19 luglio - Teresa Edwards, ex cestista e allenatrice di pallacanestro statunitense
- 19 luglio - Eddy Hartono, ex giocatore di badminton indonesiano
- 19 luglio - Francesco Peghin, imprenditore e dirigente sportivo italiano
- 19 luglio - Mauro Ribeiro, ex ciclista su strada brasiliano
- 19 luglio - Akira Satō, ex saltatore con gli sci giapponese
- 20 luglio - Stefano Bises, sceneggiatore e produttore televisivo italiano
- 20 luglio - Chris Cornell, cantante e musicista statunitense († 2017)
- 20 luglio - Antonio Fusco, scrittore italiano
- 20 luglio - Terri Irwin, naturalista e personaggio televisivo statunitense
- 20 luglio - Linda Le Bon, sciatrice alpina belga
- 20 luglio - Agenore Maurizi, allenatore di calcio, ex giocatore di calcio a 5 e ex calciatore italiano
- 20 luglio - Luca Ortino, scrittore italiano
- 20 luglio - Sebastiano Rossi, ex calciatore italiano
- 20 luglio - Bernd Schneider, ex pilota automobilistico tedesco
- 20 luglio - Andre Spencer, cestista statunitense († 2020)
- 20 luglio - Dean Winters, attore statunitense
- 21 luglio - Alessandro Bono, cantautore italiano († 1994)
- 21 luglio - Fabrice Colas, ex pistard francese
- 21 luglio - Oria Conforti, attrice italiana
- 21 luglio - Éric Guérit, dirigente sportivo, allenatore di calcio e ex calciatore francese
- 21 luglio - Dave Henderson, ex cestista e allenatore di pallacanestro statunitense
- 21 luglio - Axel Kammerer, allenatore di hockey su ghiaccio, dirigente sportivo e ex hockeista su ghiaccio tedesco
- 21 luglio - Ross Kemp, attore, giornalista e scrittore britannico
- 21 luglio - Charlie, cantante, musicista e produttore discografico italiano
- 21 luglio - Serhij Nahirnyj, ex sollevatore sovietico
- 21 luglio - Giuseppe Reggiori, direttore di coro, direttore d'orchestra e pianista italiano
- 21 luglio - Riina Sildos, produttrice cinematografica estone
- 21 luglio - Santino Spinelli, musicista e compositore italiano
- 21 luglio - Saskia Valencia, attrice e conduttrice televisiva tedesca
- 21 luglio - Lubomír Vlk, dirigente sportivo, allenatore di calcio e ex calciatore ceco
- 21 luglio - Jens Weißflog, ex saltatore con gli sci tedesco
- 21 luglio - Akira Yasuda, character designer, animatore e autore di videogiochi giapponese
- 22 luglio - Rafael Addison, ex cestista statunitense
- 22 luglio - Will Calhoun, batterista statunitense
- 22 luglio - Elvira Fortunato, fisica e politica portoghese
- 22 luglio - Dana Dragomir, musicista e compositrice svedese
- 22 luglio - Adam Godley, attore britannico
- 22 luglio - Renato Gotti, ex mezzofondista e fondista di corsa in montagna italiano
- 22 luglio - Ryūji Ishizue, allenatore di calcio e ex calciatore giapponese
- 22 luglio - Bonnie Langford, attrice e ballerina britannica
- 22 luglio - Giampaolo Pinna, allenatore di calcio e ex calciatore italiano
- 22 luglio - Kai Rautio, ex hockeista su ghiaccio finlandese
- 22 luglio - Miroslav Tanjga, allenatore di calcio e ex calciatore serbo
- 22 luglio - David Spade, comico, cabarettista e attore statunitense
- 23 luglio - Teófilo Barrios, ex calciatore paraguaiano
- 23 luglio - Tim Kellett, musicista britannico
- 23 luglio - Victor Maduro, judoka
- 23 luglio - Nick Menza, batterista statunitense († 2016)
- 23 luglio - Manuel Rocheman, pianista francese
- 23 luglio - Karsten Stolz, pesista tedesco († 2025)
- 23 luglio - Matilda Ziegler, attrice britannica
- 24 luglio - Nic Balthazar, regista, giornalista e produttore cinematografico belga
- 24 luglio - Barry Bonds, ex giocatore di baseball statunitense
- 24 luglio - Luigi Botteon, ex ciclista su strada italiano
- 24 luglio - Colleen Doran, disegnatrice, fumettista e scrittrice statunitense
- 24 luglio - Vicentico, cantante, musicista e compositore argentino
- 24 luglio - Adele Gambaro, politica italiana
- 24 luglio - Tony Granato, allenatore di hockey su ghiaccio e ex hockeista su ghiaccio statunitense
- 24 luglio - Ignazio Messina, politico italiano
- 24 luglio - Giuseppe Palumbo, fumettista italiano
- 24 luglio - Pedro Passos Coelho, docente e politico portoghese
- 24 luglio - Banana Yoshimoto, scrittrice giapponese
- 25 luglio - Sharif Sheikh Ahmed, politico somalo
- 25 luglio - Anne Applebaum, giornalista e saggista statunitense
- 25 luglio - Marco Betta, compositore italiano
- 25 luglio - Vladimir Grečnëv, ex calciatore russo
- 25 luglio - Fiamma Izzo, direttrice del doppiaggio, dialoghista e doppiatrice italiana
- 25 luglio - Doug Marrone, ex giocatore di football americano e allenatore di football americano statunitense
- 25 luglio - Vincenzo Vasi, cantante, musicista e compositore italiano
- 26 luglio - Faustin Ambassa Ndjodo, arcivescovo cattolico camerunese
- 26 luglio - Nicolas Berthelot, ex tiratore a segno francese
- 26 luglio - Sandra Bullock, attrice e produttrice cinematografica statunitense
- 26 luglio - Antonio Cariolo, mafioso e collaboratore di giustizia italiano
- 26 luglio - Flavio Cianciarulo, musicista e compositore argentino
- 26 luglio - Antonio Comi, dirigente sportivo e ex calciatore italiano
- 26 luglio - David Hemingson, sceneggiatore e produttore cinematografico statunitense
- 26 luglio - Johan Leutscher, canottiere olandese
- 26 luglio - Ramiro López, allenatore di calcio a 5 e ex giocatore di calcio a 5 spagnolo
- 26 luglio - Tatjana Mittermayer, ex sciatrice freestyle tedesca
- 26 luglio - Pitso Mosimane, allenatore di calcio e ex calciatore sudafricano
- 26 luglio - Mario Opinato, attore italiano
- 26 luglio - Rene Uys, ex tennista sudafricana
- 26 luglio - Rickie Winslow, ex cestista statunitense
- 26 luglio - Danny Woodburn, attore statunitense
- 27 luglio - Dave Brat, politico statunitense
- 27 luglio - Rex Brown, bassista statunitense
- 27 luglio - Marián Bíreš, ex sciatore alpino slovacco
- 27 luglio - Enrico Capuano, cantautore italiano
- 27 luglio - Fernando Carro, dirigente d'azienda e dirigente sportivo spagnolo
- 27 luglio - Andrea Domestici, fumettista e disegnatore italiano
- 27 luglio - Yoshiyuki Katō, ex calciatore giapponese
- 27 luglio - Pete Maggi, produttore cinematografico italiano
- 27 luglio - Manfredo Pinzauti, fotografo italiano († 2024)
- 27 luglio - Golnur Postnikova, ex sciatrice alpina sovietica
- 27 luglio - Robert Simonds, produttore cinematografico statunitense
- 28 luglio - Bruno Bagnoli, ex pallavolista e allenatore di pallavolo italiano
- 28 luglio - Karin Buder, ex sciatrice alpina austriaca
- 28 luglio - Aleksandăr Hristov, ex pugile bulgaro
- 28 luglio - Lori Loughlin, attrice e modella statunitense
- 28 luglio - Mitsuaki Madono, doppiatore giapponese
- 28 luglio - Davide Rondoni, poeta, scrittore e drammaturgo italiano
- 28 luglio - Sybille Schönrock, ex nuotatrice tedesca orientale
- 28 luglio - Gianluigi Tosto, attore italiano
- 28 luglio - Bruce Wilkerson, ex giocatore di football americano statunitense
- 29 luglio - Antonio García, ex schermidore spagnolo
- 29 luglio - Jo Mun-ju, ex cestista sudcoreana
- 29 luglio - Mario Marzi, sassofonista italiano
- 29 luglio - Ronnie Murphy, ex cestista statunitense
- 29 luglio - Steven Novella, neurologo e blogger statunitense
- 29 luglio - Marise Payne, politica australiana
- 29 luglio - Lisa Peluso, attrice statunitense
- 29 luglio - Riccardo Realfonzo, economista italiano
- 29 luglio - Hiroshi Yamaguchi, sceneggiatore e scrittore giapponese
- 30 luglio - Valter Bonacina, allenatore di calcio e ex calciatore italiano
- 30 luglio - Maurizio Buccarella, politico italiano
- 30 luglio - Vivica A. Fox, attrice statunitense
- 30 luglio - Frank Seurer, ex giocatore di football americano statunitense
- 30 luglio - Carmelo Ganci, militare italiano († 1987)
- 30 luglio - Alessandro Gottardo, fumettista italiano
- 30 luglio - Lula, ex giocatore di calcio a 5 brasiliano
- 30 luglio - Jürgen Klinsmann, allenatore di calcio, dirigente sportivo e ex calciatore tedesco
- 30 luglio - Marco Pellegrini, politico italiano
- 30 luglio - Laine Randjärv, politica estone
- 30 luglio - Matt Stevens, giocatore di football americano statunitense
- 31 luglio - Wendell Alexis, ex cestista e allenatore di pallacanestro statunitense
- 31 luglio - Andrea Artusi, disegnatore italiano
- 31 luglio - C. C. Catch, cantante tedesca
- 31 luglio - Jim Corr, chitarrista, tastierista e compositore irlandese
- 31 luglio - Francesco Franzese, mafioso e collaboratore di giustizia italiano
- 31 luglio - Michaela Merten, attrice e imprenditrice tedesca
- 31 luglio - Massimo Morasso, saggista, poeta e critico letterario italiano
- 31 luglio - John Shasky, ex cestista statunitense
- 31 luglio - Craig Thomson, politico australiano
- 31 luglio - Jean-Paul Vonderburg, ex calciatore svedese